# Rozedranec pacifický
Rozedranec pacifický (Antennarius duescus) je paprskoploutvá ryba z čeledi rozedrancovití (Antennariidae).
Druh byl popsán roku 1904 americkým ichtyologem Johnem Otterbeinem Snyderem.

## Popis a výskyt
Maximální délka této ryby je 3 cm.
Barvy této ryby jsou variabilní. Může být purpurová nebo s narůžovělými skvrnami, světle bronzová, nažloutle bronzová, načervenalá a šedohnědá.
Byla nalezena ve vodách Tichého oceánu, a to kolem Havajských ostrovů, Indonésie, Papuy Nové Guiney a Nové Kaledonie. Je bentickým druhem. Žije obvykle v hloubce 59-79 m ale může se nacházet i v hloubce až 137 m.